# Jon Stewart
Jon Stewart, właśc. Jonathan Stuart Leibowitz (ur. 28 listopada 1962 w Nowym Jorku) – amerykański komik, aktor, autor i producent, w latach 1999–2015 gospodarz programu telewizyjnego The Daily Show with Jon Stewart.

## Życiorys

### Wczesne lata
Urodził się w Nowym Jorku w rodzinie żydowskiej (pochodzącej z Austrii, Polski, Ukrainy i Białorusi) jako syn Marian (z domu Laskin), nauczycielki i konsultantki edukacyjnej, i Donalda L. Leibowitza, profesora fizyki. Jego dziadek urodził się w Manzhouli (w północno-wschodnich Chinach). Miał trzech braci – starszego Lawrence’a oraz dwóch przyrodnich młodszych – Dana i Matthew ze związku ojca, który w 1971 opuścił rodzinę. Dorastał w Lawrenceville w New Jersey w okresie wojny wietnamskiej i afery Watergate. W 1980 ukończył Lawrence High School w Lawrence w New Jersey. Jako jedyny żydowski uczeń, był szykanowany i doświadczył antysemickiego zachowania przez swoich kolegów z klasy. W 1984 ukończył studia na wydziale psychologii w College of William & Mary w Williamsburgu, gdzie grał w szkolnej drużynie piłki nożnej. Jako student Stewart wstąpił do bractwa Pi Kappa Alpha (ΠΚΑ), z którym, jak później zdał sobie sprawę, nic go nie łączyło. Miał reputacją szkolnego dowcipnisia. Po ukończeniu studiów otrzymał liczne propozycje pracy m.in. od New Jersey Department of Human Services i City University of New York.

### Kariera
W 1986 udał się do Nowego Jorku, aby spróbować swoich sił jako zawodowy komik stand-up w klubie komediowym. Zadebiutował w The Bitter End, gdzie również rozpoczął karierę jego idol, Woody Allen. Zaczął używać pseudonimu „Jon Stewart”, porzucając swoje nazwisko i zmieniając pisownię swojego drugiego imienia „Stuart” na „Stewart”, ponieważ ludzie mieli problem z wymową „Leibowitz”. Twierdził, że zmiana nazwiska była spowodowana napiętą relacją z ojcem, z którym Stewart nie miał już żadnego kontaktu. Wkrótce występował regularnie w Comedy Cellar na Manhattanie. W 1989 dostał pierwszą pracę w telewizji jako scenarzysta w Caroline’s Comedy Hour. W latach 1990–1993 wraz z Patty Rosborough współprowadził program Comedy Central Short Attention Span Theater, emitowany przez HBO i Cinemax. W latach 1992–1993 był gospodarzem You Wrote It, You Watch It w MTV, który zaprosił widzów do przesłania swoich opowiadań, aby odegrać je w komediowej trupie The State.
W latach 1993–1995 był gospodarzem programu Jon Stewart Show nadawanego w MTV. W 1998 wydał swoją pierwszą książkę pt. Naked Pictures of Famous People. W 1999 został gospodarzem programu telewizyjnego The Daily Show. W 2005 zdobył Nagrodę Emmy.
Był dwukrotnie gospodarzem gali wręczania Oscarów (78 ceremonia w 2006 i 80 w 2008).

## Życie prywatne
W maju 2000 poślubił techniczkę weterynaryjną Tracey McShane i wtedy oficjalnie zmienił nazwisko. Mają dwoje dzieci: syna Nathana Thomasa (ur. 3 lipca 2004) i córkę Maggie Rose (ur. 4 lutego 2006).

## Filmografia

### Filmy
- 1994: Wariackie święta (Mixed Nuts) jako rolkarz
- 1996: Zmowa pierwszych żon (The First Wives Club) jako kochanek Elise
- 1997: Pobożne życzenie (Wishful Thinking) jako Henry
- 1998: Żółtodzioby (Half Baked) jako Enhancement Smoker
- 1998: Odkąd cię nie ma (Since You’ve Been Gone, TV) jako Todd Zalinsky
- 1998: Oni (The Faculty) jako prof. Edward Furlong
- 1998: Gra w serca (Playing by Heart) jako Trent
- 1999: Super tata (Big Daddy) jako Kevin Gerrity
- 2000: The Office Party (film krótkometrażowy) jako dostawca pizzy
- 2000: To wciąż mój mąż (Committed) jako gość przyjęcia
- 2001: Jay i Cichy Bob kontratakują (Jay and Silent Bob Strike Back) jako Reg Hartner
- 2002: Sprzątnąć Smoochy’ego (Death to Smoochy) jako Marion Frank Stokes
- 2002: Przygody Tomcio Palucha i Calineczki (The Adventures of Tom Thumb & Thumbelina) jako Godfrey (głos)
- 2006: Magiczna karuzela (Doogal) jako Zeebad (głos)
- 2007: Evan Wszechmogący (Evan Almighty) w roli samego siebie
- 2008: Wspaniały Buck Howard (The Great Buck Howard) w roli samego siebie
- 2011: Władcy umysłów (The Adjustment Bureau) w roli samego siebie
- 2011: Podwójne życie (The Beaver) w roli samego siebie
- 2016: Batman v Superman: Świt sprawiedliwości (Batman v Superman: Dawn of Justice) w roli samego siebie

### Produkcje TV
- 1997: Pomoc domowa (The Nanny) jako Bobby
- 1999: Spin City jako Parker
- 1999–2015: The Daily Show with Jon Stewart jako gospodarz
- 2001: 43. ceremonia wręczenia nagród Grammy jako gospodarz
- 2002: 44. ceremonia wręczenia nagród Grammy jako gospodarz
- 2002: Saturday Night Live jako gospodarz
- 2005–2014: The Colbert Report jako gospodarz (także producent wykonawczy)
- 2006: 78. ceremonia wręczenia Oscarów jako gospodarz
- 2006: Amerykański tata (American Dad!) w roli samego siebie (głos)
- 2008: 80. ceremonia wręczenia Oscarów jako gospodarz
- 2008: Simpsonowie (The Simpsons) jako roli samego siebie (głos)
- 2012: Robot Chicken jako Matt Trakker / Serpentor (głos)
- 2013: Big Time Rush w roli samego siebie
- 2014: Fineasz i Ferb (Phineas and Ferb) jako pan Random (głos)
- 2015: Wodogrzmoty Małe (Gravity Falls) jako sędzia Kitty Kitty Meow Meow Face-Shwartstein (głos)